# أندرسون بامبا
أندرسون بامبا (بالبرتغالية: Anderson Bamba) هو لاعب كرة قدم برازيلي في مركز الدفاع، ولد في 10 يناير 1988 في ساو غونسالو في البرازيل. لعب مع آينتراخت فرانكفورت وباير 04 ليفركوزن وبوروسيا مونشنغلادباخ وفورتونا دوسلدورف ونادي أوسنابروك ونادي تومبينس ونادي فلامنغو.

## وصلات خارجية
- أندرسون بامبا على موقع قاعدة بيانات كرة القدم.إي يو (الإنجليزية)
- أندرسون بامبا على موقع بيانات كرة القدم. دي إي (الألمانية)
- أندرسون بامبا على موقع Soccerway.com (الإنجليزية)
- أندرسون بامبا على موقع عالم كرة القدم.نت (الإنجليزية)
- أندرسون بامبا على موقع AS.com (الإسبانية)